# Microgaster polita
Microgaster polita (Braconidae) – gatunek błonkówki z rodziny męczelkowatych.

## Zasięg występowania
Europa. Notowany w Finlandii, Holandii Irlandii, na Litwie, w  Niemczech, Polsce, Rosji (okolice Sankt Petersburga), Szwajcarii, Szwecji, na Węgrzech, w Wielkiej Brytanii, oraz we Włoszech.

## Biologia i ekologia
Parazytoid, larwy pasożytują m. in na gąsienicach liścinka jarzębiaczka (Argyresthia conjugella).